# Флинт Файрбёрдз
«Флинт Файрбёрдз» (англ. Flint Firebirds) — молодёжный хоккейный клуб из города Флинт, Мичиган, США. Выступает в Хоккейной лиге Онтарио (OHL), с сезона 2015–16.

## История

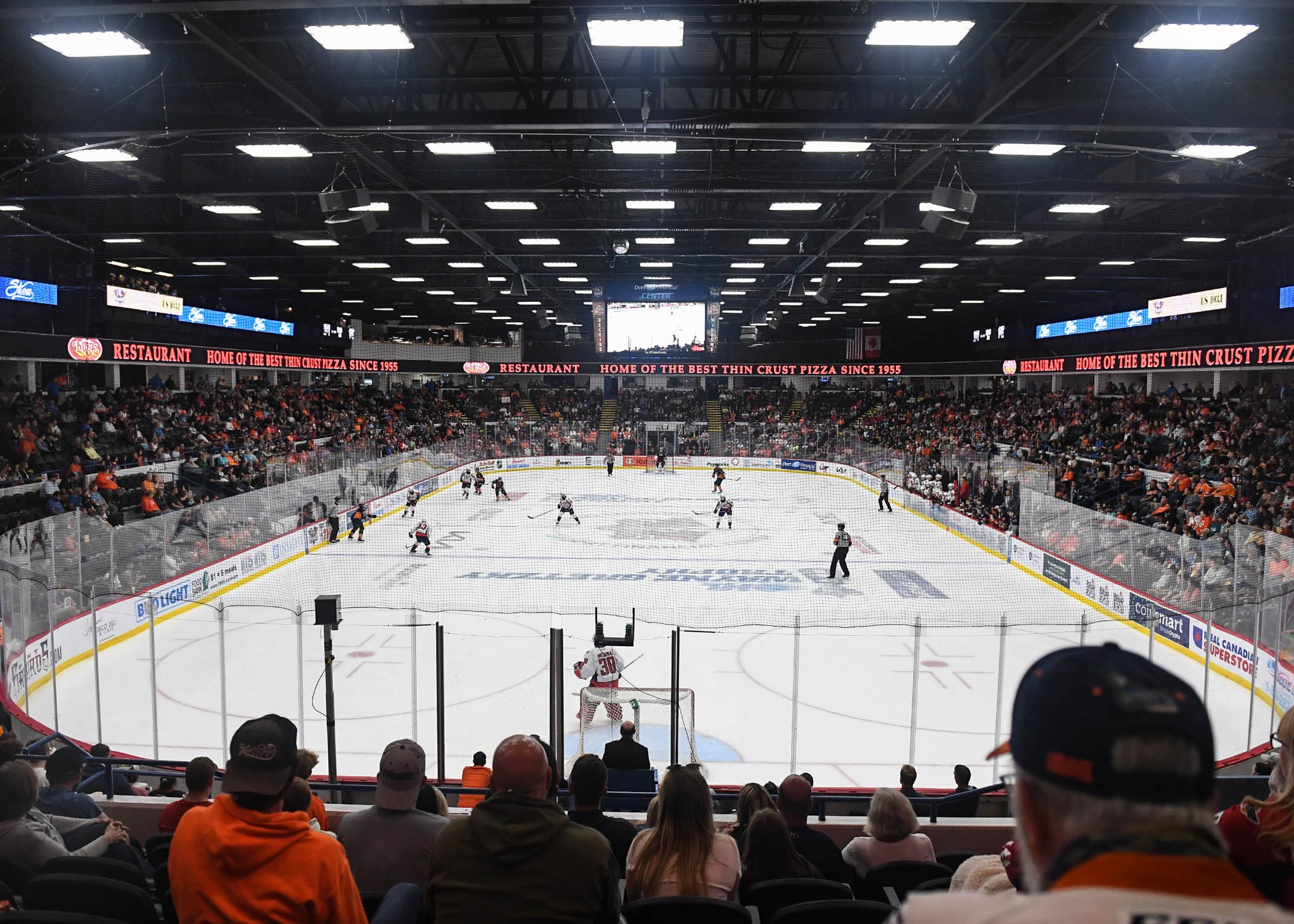

«Файрбёрдз» ведут свою историю с сезона 1990-91, когда в качестве команды расширения в Хоккейной лиге Онтарио (OHL) были добавлены «Детройт Компьюэйр Амбассадорс». С тех пор «Файрбёрдз» выступали под названиями «Детройт Джуниор Ред Уингз», «Детройт Уэйлерс» и «Плимут Уэйлерс». 14 января 2015 года было объявлено, что давний владелец «Уэйлерс» Питер Карманос продал команду компании IMS USA, Inc., с намерением перевести ее во Флинт на «Перани Арена». Покупка и переезд были одобрены OHL 2 февраля 2015 года.

## Рекорды команды
21 февраля 2020 года «Файрбёрдз» выиграли 15 игр подряд, установив новый рекорд франшизы. Это была их 37-я победа в сезоне, еще один рекорд клуба.